# Старатељство
Старатељство је облик породично-правне заштите којим држава обезбеђује бригу о деци без родитељског старања, као и пунолетним лицима која из различитих разлога нису у стању да се сама старају о себи и својој имовини. Изузетно, под законом тачно одређеним условима, старатељством као обликом породично-правне заштите може се привремено штитити имовина, личност, права и интереси деце без родитељског старања, односно одраслог пословног лица (привремено старатељство). Одлуку (решење) о стављању под старатељство, постављању старатеља и одређењу обима и садржаја дужности старатеља доноси старатељски орган.